# Praealbonemertes whangateaunienses
Praealbonemertes whangateaunienses är en djurart som tillhör fylumet slemmaskar, och som beskrevs av Cantell 1993. Praealbonemertes whangateaunienses ingår i släktet Praealbonemertes och familjen Cerebratulidae.
Artens utbredningsområde är havet kring Nya Zeeland. Inga underarter finns listade i Catalogue of Life.